# Dr.-Martini-Preis
Der Dr.-Martini-Preis ist der älteste medizinische Preis Deutschlands. Er wird seit 1883 jährlich von der Dr.-Martini-Stiftung in Hamburg zur „Förderung des wissenschaftlichen Nachwuchses“ am 12. Februar vergeben, dem Todestag von Erich Martini. Ausgezeichnet werden Wissenschaftler, die in Hamburger Krankenhäusern tätig sind und sich mit klinischer Grundlagenforschung und neuen Therapieansätzen beschäftigen. Der Preis ist mit 3.000 Euro dotiert (Stand 2012).
2012 wurden Ergebnisse von Untersuchungen zur Rolle der Stiftung und zu den Preisverleihungen in der Zeit des Nationalsozialismus veröffentlicht. Dabei wurde bei drei ausgezeichneten Autoren eine ethische Verfehlung im wissenschaftlichen bzw. beruflichen Handeln nachgewiesen. 1944 wurde einmalig für fünf Arbeiten, welche im Rahmen von Wehrmachtseinsätzen entstanden waren und kriegswichtige Themen behandelten, der Kriegsmartini-Preis verliehen.
Der Dr.-Martini-Preis sollte nicht mit dem für Arzneimittelforschung vergebenen Paul-Martini-Preis verwechselt werden.

## Preisträger
- 2025 Christina Mayer, Marcel S. Woo, Anna-Franziska Worthmann, Christian Schlein, Johannes Hartl, Jan Philipp Weltzsch[3]
- 2024 Joseph Tintelnot, Britta Zecher, Nico Gagelmann[4]
- 2023 Anne Mühlig, Johanna Steingröver, Anastasios Giannou, Jan Kempski, Michael Bockmayr[5]
- 2022 Max Kaufmann, Gustav Buescher, Marcial Sebode, Filip Berisha[6]
- 2021 Fabian J. Brunner, Christoph Waldeyer, Luzia Veletzky, Jan Kempski, Anastasios Giannou[7]
- 2020 Angelique Hölzemer, Leonie Konczalla, Gabriel Broocks[8]
- 2019 Johannes Mischlinger, Sven Pischke, Benedikt Schrage[9]
- 2018 Jan Broder Engler, Anne Rechtien, Matthias Reeh, Tarik Ghadban[10]
- 2017 Nicola M. Tomas, Kaja Breckwoldt, Florian Weinberger, Simon Pecha, Hanno Ehlken[11]
- 2016 Johannes Hartl, Xuejun Chai, Catherine Meyer-Schwesinger[12]
- 2015 Diego Sepulveda-Falla, Faik G. Uzunoglu und Matthias Reeh, Benno Kreuels und Dominic Wichmann[13]
- 2014 Christian Krebs, Janosch Katt, Christoph Schramm[14]
- 2013 Karsten Sydow, Chi-un Choe[15]

- 2012 Götz Thomalla[16]
- 2011 Christian Bernreuther, Stephanie J. Gros, Andrea Pace[17]
- 2010 Kim Hinkelmann, Friedhelm Hummel, Henning Wege[18]

- 2009 Elke Hennes, Stefan Lüth, Samuel Huber
- 2008 Ulf Panzer
- 2007 Wolfram-H. Zimmermann, Djordje Atanackovic, Jussuf T. Kaifi
- 2006 Dirk Isbrandt
- 2005 Sonja Schrepfer, Tobias Deuse
- 2004 Anka Thies, Ralf Benndorf
- 2003 Martin Merkel, Tim Strate, Ulrich Wenzel
- 2002 Jens Brümmer, Jörg Petersen
- 2001 Achim Hörauf, Michael Amling, Judith Dierlamm, Ursula Gehling
- 2000 Thomas S. Mir[19]
- 1998 Christoph Marcus Bamberger, Joachim Weil, Katrin Engelmann, Matthias Peiper[20]
- 1997 Christoph M. Bamberger
- 1996 Stephan Matthaei, Gunter Wolf[21]
- 1993 Volker Steinkraus
- 1986 Karl Hörmann
- 1984 Jürgen Heesemann[22]
- 1979 Hansjörg Schäfer[23]
- 1978 Volker Schumpelick, Niels Bleese, Volker Döring[24]
- 1973 Tilmann Kleine[25]
- 1967 Klaus-Dieter Schulz, Heinrich Maass
- 1964 Helmut Hilz
- 1963 Johannes Lindner[26]
- 1962 Rolf Grüttner
- 1961 Carl Schirren[27]
- 1960 Georg-Wilhelm Rodewald
- 1959 Henryk Nowakowski
- 1944 Heinrich Berning (Kriegsmartinipreis)
- 1942 Arnold Dohmen, Paul Laurentius
- 1938 Heinrich Berning
- 1933 Heinrich Lottig
- 1925 Hugo Wilhelm Knipping
- 1923 Hermann Adolph Kümmell[28]
- weitere Preisträger: Gerhard Bettendorf